# Óxidos de nitrogênio
O termo óxidos de nitrogénio geralmente refere-se a vários compostos químicos gasosos, formados pela combinação do oxigénio com o nitrogénio. O processo mais habitual destes compostos inorgânicos é a combustão em altas temperaturas, processo no qual o ar é habitualmente o comburente. Os óxidos de nitrogénio, conhecidos como importantes poluentes da atmosfera, são emitidos na atmosfera pelos motores de combustão interna, fornos, caldeiras, estufas, incineradores, pelas indústrias químicas (na fabricação de ácido nítrico, de ácido sulfúrico, de corantes, vernizes, nitrocelulose, etc.), na indústria de explosivos e, também, pelos silos de cereais (os cereais contêm nitratos e nitritos que se decompõem liberando-o).
São 7 os óxidos de nitrogénio:
1. N2O (Óxido nitroso);
2. NO (Óxido nítrico);
3. N2O2 (Hiponitrito);
4. N2O3 (Trióxido de dinitrogénio);
5. NO2 (Dióxido de azoto);
6. N2O4 (Tetróxido de dinitrogénio);
7. N2O5 (Pentóxido de dinitrogénio).